# Лёгкая промышленность Приднестровской Молдавской Республики
Лёгкая промышленность Приднестровской Молдавской Республики — совокупность специализированных отраслей промышленности непризнанной Приднестровской Молдавской Республики, производящих главным образом предметы массового потребления из различных видов сырья.

## Общая характеристика лёгкой промышленности ПМР
Лёгкая промышленность занимает одно из важных мест в производстве валового внутреннего продукта ПМР. Предприятия лёгкой промышленности ПМР играют одну из значимых ролей в производстве ВВП непризнанной Приднестровской Молдавской Республики вместе с предприятиями тяжёлой промышленности ПМР и предприятиями, обеспечивающими производственную инфраструктуру ПМР.
Объём производства лёгкой промышленности в 2007 году составлял 925,8 млн приднестровских рублей из 6836,8 млн всего по промышленности.
Лёгкая промышленность Приднестровской Молдавской Республики включена разработчиками макроэкономической концепции в число шести ведущих отраслей экономики ПМР, в их число входят так же: чёрная металлургия ПМР, электроэнергетика ПМР, точное машиностроение ПМР, пищевая промышленность ПМР, промышленностью стройматериалов ПМР.

### Структура лёгкой промышленности ПМР
Лёгкая промышленность ПМР состоит из подотраслей: швейная промышленность, трикотажная промышленность, обувная промышленность и другие отрасли. Включает в себя около 30 юридических лиц (представленных 15 предприятиями в двух главных городах ПМР (в Тирасполе и в Бендерах) с их филиалами в других городах Приднестровья), дающих 12 % внутреннего валового продукта Республики. Более 10 тысяч человек работающих, преимущественно женщин. 30 % работников, занятых в промышленности Приднестровья — это швейники, обувщики, текстильщики.
Если говорить о структуре приднестровской легкой промышленности, то основу её составляют 15 предприятий. Десять из них относятся к текстильному и швейному производству, 5 — к кожевенно-обувному. Безусловными лидерами Легпрома являются ЗАО «Тиротекс», ЗАО «Вестра», торгово-производственная фирма «Интерцентр-Люкс», ЗАО «Одема», ООО «Комфошуз» (бывшая обувная фабрика «Данастр»), "ЗАО "Обувная фирма «Тигина», ЗАО «Флоаре».
Лидирующее положение в отрасли занимают сегодня не только те предприятия, которые были созданы ещё в советский период, но и фирмы, возникшие уже в постперестроечное время. Среди последних можно назвать «Интерцентр-Люкс», а также общество с ограниченной ответственностью «Олимп» и СООО «Метлакс».
Трудно даже перечислить все виды продукции, которые выпускают приднестровские предприятия легкой промышленности. Это шёлковые, хлопчатобумажные, махровые и технические ткани, ватин, хлопчатобумажная вата и синтепон, женская, мужская и детская одежда, спортивная, форменная и специальная одежда, пряжа, матрацы и подушки, мужская, женская и детская обувь для всех возрастов и сезонов.
У приднестровской легкой промышленности по сравнению с другими отраслями, пожалуй, самая широкая география экспорта. Это не только государства СНГ, но также США, Германия, Италия, Голландия, Бельгия, Австрия, Швеция, Швейцария, Румыния и другие европейские страны. В 2009 году лёгкая промышленность вышла на первое место по объёмам экспорта в Европу. Львиная доля экспортных поставок в отрасли приходится на закрытое акционерное общество «Тиротекс».
ЗАО «Тиротекс» является крупнейшим предприятием не только Приднестровья, но и всего юго-запада бывшего Советского Союза. В Европе это второе по величине текстильное предприятие

## Проблемы развития лёгкой промышленности ПМР
«Предприятия, трудовой коллектив — это часть общества, которая создаёт реальные продукты и вокруг которых формируется вся остальная инфраструктура. Люди уходят из промышленности — это говорит о целом комплексе вопросов, которые зависят от государства», — привёл данные Владимир Беркович.

«Хотели бы увидеть от предприятий проекты программ, направлений развития, те финансовые вложения, которые они планируют вливать в техперевооружение и в увеличение объёмов производства, в увеличение занятости, заработной платы. Возможно, в совокупности эти программы позволят нам проработать с банковской системой программу льготного кредитования для предприятий лёгкой промышленности», — отметила Алевтина Слинченко.

### Динамика развития подотраслей лёгкой промышленности ПМР
Мировой финансовый кризис 2008—2009 годов нанёс удар по предприятиям лёгкой промышленности ПМР, что в первое полугодие 2009 года вызвало падение производства более чем на 30 % (в основном в текстильном производстве). В январе-октябре 2010 года выпуск продукции лёгкой промышленности ПМР начал расти и достиг 817 миллионов рублей ПМР, что составило 129 % по отношению к первым 10 месяцам 2009 г.(по данным министерства экономики ПМР), однако этот рост был вызван субсидиями и налоговыми послаблениями со стороны непризнанного государства ПМР. Одновременно, в 2011 году увеличились темпы развития обувной промышленности Приднестровской Молдавской Республики.
В 2015 году, в связи с начавшейся «тотальной блокадой» импорта в ПМР со стороны Украины (изготовляемая лёгкой промышленностью ПМР продукция на 90 % производится из импортируемого сырья, что ставит лёгкую промышленность ПМР в экономическую зависимость от импортеров), а также ужесточения процедур выдачи лицензий на производство и внешнеэкономическую деятельность приднестровским предприятиям со стороны Молдавии (экспорта из ПМР), непризнанное государство (столкнувшееся с уменьшением поступлением денег в бюджет ввиду уменьшения экспорта) оказалась не в силах субсидировать текстильную промышленность ПМР в 2015 году, что привело к остановке нескольких крупнейших предприятий лёгкой промышленности ПМР.

### Двойное налоговое таможенное обложение
Складывается ситуация, когда предприятия вынуждены уплачивать налог на доходы за счёт собственных оборотных средств, рентабельность производства снижается, заказов поступает все меньше, что связано, в том числе, с трудностями транзита продукции через территорию соседней Украины. На российском рынке цена изделий повышается за счет ввозного НДС, что влечет за собой снижение конкурентоспособности продукции приднестровских предприятий
Вторая объективная проблема работы лёгкой промышленности ПМР (и всей экономики ПМР) — это двойное таможенное налогообложение экспортируемой из ПМР продукции и товаров (налогообложение как в ПМР, так и в Молдавии, ввиду непризнанности ПМР Россией, Украиной и другими государствами, товары из непризнанной ПМР экспортируются под этикеткой «сделано в Молдове»), существующее с марта 2006 года в рамках ужесточившего десятилетие назад кризиса в отношениях с Молдавией и Украиной, недовольных про-российской, а не про-европейской политической ориентацией Приднестровья. ПМР — единственная территория на Европейском континенте, закладывающая в расходную часть бюджета предприятия таможенное оформление сразу двух государств (признанного и непризнанного).